# Manganochromit
Manganochromit ist ein sehr selten vorkommendes Mineral aus der Gruppe der Spinelle innerhalb der Mineralklasse der „Oxide und Hydroxide“ mit der Endgliedzusammensetzung Mn2+Cr2O4 und damit chemisch gesehen ein Mangan-Chrom-Oxid.
Manganochromit kristallisiert im kubischen Kristallsystem, konnte jedoch bisher nur in Form von mikrokristallinen Körnern zwischen 10 μm und 80 μm × 800 μm gefunden werden. Das Mineral ist durchscheinend und zeigt auf den Oberflächen der grauschwarzen, unter dem Auflichtmikroskop auch bräunlichgrauen Körner einen metallischen Glanz.
Mit Vuorelainenit (Mn2+V3+2O4) bildet Manganochromit eine Mischkristallreihe.

## Etymologie und Geschichte
Entdeckt wurde Manganochromit im ehemaligen Pyrit-Steinbruch Shepherd Hill, etwa 3,5 km nordnordöstlich von Neirne beziehungsweise 47 km östlich von Adelaide, in den Mount Lofty Ranges von South Australia in Australien. Die Erstbeschreibung erfolgte 1978 durch James Graham (1929–2001), der das Mineral in Anlehnung an dessen Hauptbestandteil Mangan und seiner Verwandtschaft mit Magnesiochromit benannte.
Das Typmaterial des Minerals wird im Western Australian Museum in Perth unter der Katalog-Nr. M.65.1991 aufbewahrt.

## Klassifikation
Die strukturelle Klassifikation der International Mineralogical Association (IMA) zählt den Manganochromit zur Spinell-Supergruppe, wo er zusammen mit Chromit, Cochromit, Coulsonit, Cuprospinell, Dellagiustait, Deltalumit, Franklinit, Gahnit, Galaxit, Guit, Hausmannit, Hercynit, Hetaerolith, Jakobsit, Maghemit, Magnesiochromit, Magnesiocoulsonit, Magnesioferrit, Magnetit, Spinell, Thermaerogenit, Titanomaghemit, Trevorit, Vuorelainenit und Zincochromit die Spinell-Untergruppe innerhalb der Oxispinelle bildet. Ebenfalls in diese Gruppe gehören die nach 2018 beschriebenen Oxispinelle Chihmingit und Chukochenit sowie der Nichromit, dessen Name von der CNMNC der IMA noch nicht anerkannt worden ist.
In der veralteten 8. Auflage der Mineralsystematik nach Strunz gehörte der Manganochromit zur Mineralklasse der „Oxide und Hydroxide“ und dort zur Abteilung „Verbindungen mit M3O4- und verwandte Verbindungen“, wo er gemeinsam mit Chromit und Magnesiochromit in der Gruppe „Chrom-Spinelle“ mit der Systemnummer IV/B.01c steht.
In der zuletzt 2018 überarbeiteten Lapis-Systematik nach Stefan Weiß, die formal auf der alten Systematik von Karl Hugo Strunz in der 8. Auflage basiert, erhielt das Mineral die System- und Mineralnummer IV/B.03-030. Dies entspricht der Klasse der „Oxide und Hydroxide“ und dort der Abteilung „Oxide mit dem Stoffmengenverhältnis Metall : Sauerstoff = 3 : 4 (Spinelltyp M3O4 und verwandte Verbindungen)“, wo Manganochromit zusammen mit Chromit, Cochromit, Magnesiochromit, Nichromit und Zincochromit die Gruppe der „Chromit-Spinelle“ mit der Systemnummer IV/B.03 bildet.
Die von der International Mineralogical Association (IMA) zuletzt 2009 aktualisierte 9. Auflage der Strunz’schen Mineralsystematik ordnet den Manganochromit in die Klasse der „Oxide (Hydroxide, V[5,6]-Vanadate, Arsenite, Antimonite, Bismutite, Sulfite, Selenite, Tellurite, Iodate)“ und dort in die Abteilung „Metall : Sauerstoff = 3 : 4 und vergleichbare“ ein. Hier ist das Mineral in der Unterabteilung „Mit ausschließlich mittelgroßen Kationen“ zu finden, wo es zusammen mit Chromit, Cochromit, Coulsonit, Cuprospinell, Filipstadit, Franklinit, Gahnit, Galaxit, Hercynit, Jakobsit, Magnesiochromit, Magnesiocoulsonit, Magnesioferrit, Magnetit, Qandilit, Spinell, Trevorit, Ulvöspinell, Vuorelainenit und Zincochromit die „Spinellgruppe“ mit der Systemnummer 4.BB.05 bildet.
In der vorwiegend im englischen Sprachraum gebräuchlichen Systematik der Minerale nach Dana hat Manganochromit die System- und Mineralnummer 07.02.03.02. Das entspricht der Klasse der „Oxide und Hydroxide“ und dort der Abteilung „Mehrfache Oxide“. Hier findet er sich innerhalb der Unterabteilung „Mehrfache Oxide (A+B2+)2X4, Spinellgruppe“ in der „Chrom-Untergruppe“, in der auch Magnesiochromit, Chromit, Nichromit, Cochromit und Zincochromit eingeordnet sind.

## Chemismus
Die Endgliedzusammensetzung Mn2+Cr2O4 entspricht 24,64 Gew.-% Mangan (Mn), 46,65 Gew.-% Chrom (Cr) und 28,71 Gew.-% Sauerstoff (O).
In den untersuchten Proben aus der Typlokalität Shepherd Hill fanden sich dagegen geringe Beimengungen von Vanadium, Eisen und Zink. Auf der Basis von vier Sauerstoffatomen errechnet sich damit die empirische Zusammensetzung zu (Mn0.77Fe0.30Zn0.05)Σ=1.12(Cr1.88V0.04)Σ=1.92O4. Vergleichende Proben aus der Grube Sätra in Schweden enthielten zusätzlich noch Titan, was zu der leicht abweichenden empirischen Formel (Mn0.83Fe0.17Zn0.02)Σ=1.02(Cr1.06V0.92Ti0.01)Σ=1.99O4 führt.
Die resultierende vereinfachte Zusammensetzung lautet entsprechend (Mn2+,Fe2+)(Cr3+,V3+)2O4. Die in den runden Klammern angegebenen Elemente Mangan und Eisen beziehungsweise Chrom und Vanadium können sich dabei in der Formel jeweils gegenseitig vertreten (Substitution, Diadochie), stehen jedoch immer im selben Mengenverhältnis zu den anderen Bestandteilen des Minerals.

## Kristallstruktur
Manganochromit kristallisiert kubisch in der Spinellstruktur mit der Raumgruppe Fd3m (Raumgruppen-Nr. 227), dem Gitterparameter a = 8,47 Å sowie 8 Formeleinheiten pro Elementarzelle.

## Bildung und Fundorte
Manganochromit gehört zu den sehr seltenen Mineralbildungen, die bisher nur in wenigen Proben bekannt wurden. Seine Typlokalität Shepherd Hill in Südaustralien ist dabei der bisher einzige bekannte Fundort in Australien. Die Lagerstätte besteht aus sedimentären, pyritreichen Schichten und entstand während des Kambriums. Manganochromit findet sich dort unter anderem in Paragenese mit Pyrrhotin, Rutil und Diopsid.
Im Vourinos-Gebirge in der griechischen Region Westmakedonien trat Manganochromit als Bestandteil der dort anstehenden Ophiolithe auf. Als Begleitminerale fanden sich hier unter anderem die verwandten Spinelle Chromit und Magnetit sowie einige seltene Element-Minerale wie beispielsweise Awaruit, gediegen Kupfer, Rutheniridosmin sowie Iridium und Osmium in der Varietät Osmiridium.
In der Eisenerz-Grube Sätra, einer Pyrit-Pyrrhotit-Lagerstätte vom Fahlband-Typ im Doverstorp Erzfeld bei Finspång in Schweden, fand man das Mineral mit Vuorelainenit, Sphalerit und Alabandin vergesellschaftet vor.
Die in Spanien bei El Molar in der Provinz Tarragona liegende Mina Serrana ist ein Mangan-Erzlager, das durch Kontaktmetamorphose entstand, in der sich neben Manganochromit noch andere Manganminerale wie unter anderem Manganit, Klino-Suenoit (ehemals Manganocummingtonit), Manganogrunerit, Pyroxmangit und Rhodochrosit fanden.
Am Olkhon-Engpass nahe dem Baikalsee in der russischen Oblast Irkutsk, der auch als Typlokalität des bisher nur dort entdeckten Minerals Olkhonskit gilt, fand sich Manganochromit unter anderem zusammen mit den ebenfalls sehr seltenen Mineralen Berdesinskiit, Eskolait, Karelianit, Schreyerit und Vuorelainenit.
Zudem wurde Manganochromit zusammen mit Alabandin, Daubréelith, Olivin, Pyroxenen, Troilit und verschiedenen Zinksulfiden im Eisenmeteoriten Burkhala nachgewiesen, der 1983 in Russland gefunden wurde.